# 마이클 코를레오네
마이클 코를레오네(Michael Corleone, 1920년 10월 15일 ~ 1997년 9월 9일)는 마리오 푸조의 소설《대부》(The Godfather)와 프랜시스 포드 코폴라 감독이 제작한 동명의 영화, 그리고 마크 와인가드너의 소설《대부 돌아오다》(The Godfather Returns) 속 주인공으로 비토 코를레오네를 계승한 마피아 두목으로 등장한다.

## 소설 및 영화 1탄
소설《대부》와 영화《대부》에서의 마이클은 막 제대한 26세의 군인 신분으로 처음 등장한다. 평범한 대학 우등생이었던 마이클은 제2차 세계 대전 속 태평양 전쟁이 발발하자 아버지 비토 코를레오네의 반대를 무릅쓰고 참전하였다. 사춘기 무렵 아버지의 실체를 알게 된 마이클은 아버지를 사랑함에도 불구하고 아버지의 마피아 세계를 혐오하여 아버지마저 멀리하는 생활을 계속하였고, 평범한 소시민으로 살아가길 바랐다. 그러나 아버지가 경쟁 조직들에게 피습당하고 조직이 위험에 처하자 결국 아버지를 구하기 위해 아버지의 암살 시도를 주도한 버질 솔로조와 부패 경찰 마크 맥클러스키(Mark McCluskey)를 사살함으로써 암흑계에 입문하고 만다.
마이클은 2년간 시칠리아로 도피하여 아버지의 동지인 돈 토마시노(Don Tommasino)의 보호 아래 생활하며 현지 여성 아폴로니아 비텔리(Apollonia Vitelli)와 결혼하기도 하지만 자신을 타겟으로 한 암살 기도로 아내를 잃고, 미국으로 귀국하게 된다. 이후 마이클은 애인 케이 애덤스(Kay Adams)와 결혼하고 사망한 형 산티노 코를레오네를 대신해 아버지의 조직을 계승 받아 아버지 사후, 아버지의 경쟁 조직 보스들의 살해를 조장하고 뉴욕의 암흑계를 제패한다.

## 영화 2탄
뉴욕을 제패한 마이클은 세력 확장을 이유로 조직의 근거지를 네바다주로 이전한다. 그 가운데 아들의 성찬식 기념 파티 직후 자택에서 암살 기도를 받고서 암살 기도의 배후를 추적, 그 배후가 자신의 동업자이자 유태인 갱단 두목인 하이먼 로스의 소행임을 밝혀 내는 데 성공하고, 그와의 투쟁에 돌입한다. 그러나 그의 음모로 인해 마이클이 자신을 죽이려 했다고 생각하게 된 프랭크 펜탄젤리(Frank Pentangeli)에 의해 마피아 청문회에 휘말리며, 자신의 둘째 형 프레도 코를레오네가 하이먼 로스의 술수로 자신을 배반했음을 알게 된다.
이러한 과정들 속에서 아내 케이 애덤스는 마이클의 실체를 알게 되면서 임신한 아이의 미래를 위해 아이를 낙태하고 마이클과 결별한다. 마이클은 펜탄젤리에게 가족의 신변을 앞세워 위협을 가함으로써 그를 자살하게 만들고 나아가 하이먼 로스를 격파함으로써 그를 암살하는 데 성공한다. 끝으로 자신을 배반한 형을 용서해 준 뒤, 후에 부하로 하여금 형을 익사로 위장시켜 사살한다.

## 영화 3탄
쿠바 혁명으로 인해 쿠바에서의 사업이 실패하자 마이클은 다시 근거지를 뉴욕 시로 이전한다. 조직의 합법화를 위해 노력하던 마이클은 표면적인 자선 사업으로 교황에게 표창을 받고, 전 부인 케이 애덤스와 두 자녀 안토니 코를레오네, 매리 코를레오네와도 재회한다.
아들 안토니 코를레오네가 마이클의 마피아 사업 참여를 부정하고, 성악가의 길을 걷자 늙은 마이클은 후계자를 물색한다. 그 사이 유럽 최대 기업 이모빌레아리(Immobiliare)의 인수 절차를 밟게 된 마이클은 인수 과정에서 신흥 경쟁 세력들의 도전을 받게 되고, 암살 기도까지 받게 된다.
그 혼란 속에서 자신이 과거에 저지른 죄들로 고통 받던 마이클은 자신의 조직을 형이 외도로 낳은 아들 빈센트 만시니-코를레오네(Vincent Mancini-Corleone)에게 넘기고 은퇴한다. 그러나 계속되는 경쟁 세력들과의 투쟁으로 마이클은 결국 자신을 노린 총격으로 딸 매리 코를레오네를 잃게 되고, 이로써 마이클은 다른 가족들과도 단절된 채 아버지의 고향 시칠리아 섬, 코를레오네 마을에서 쓸쓸한 최후를 맞이한다.

## 성격

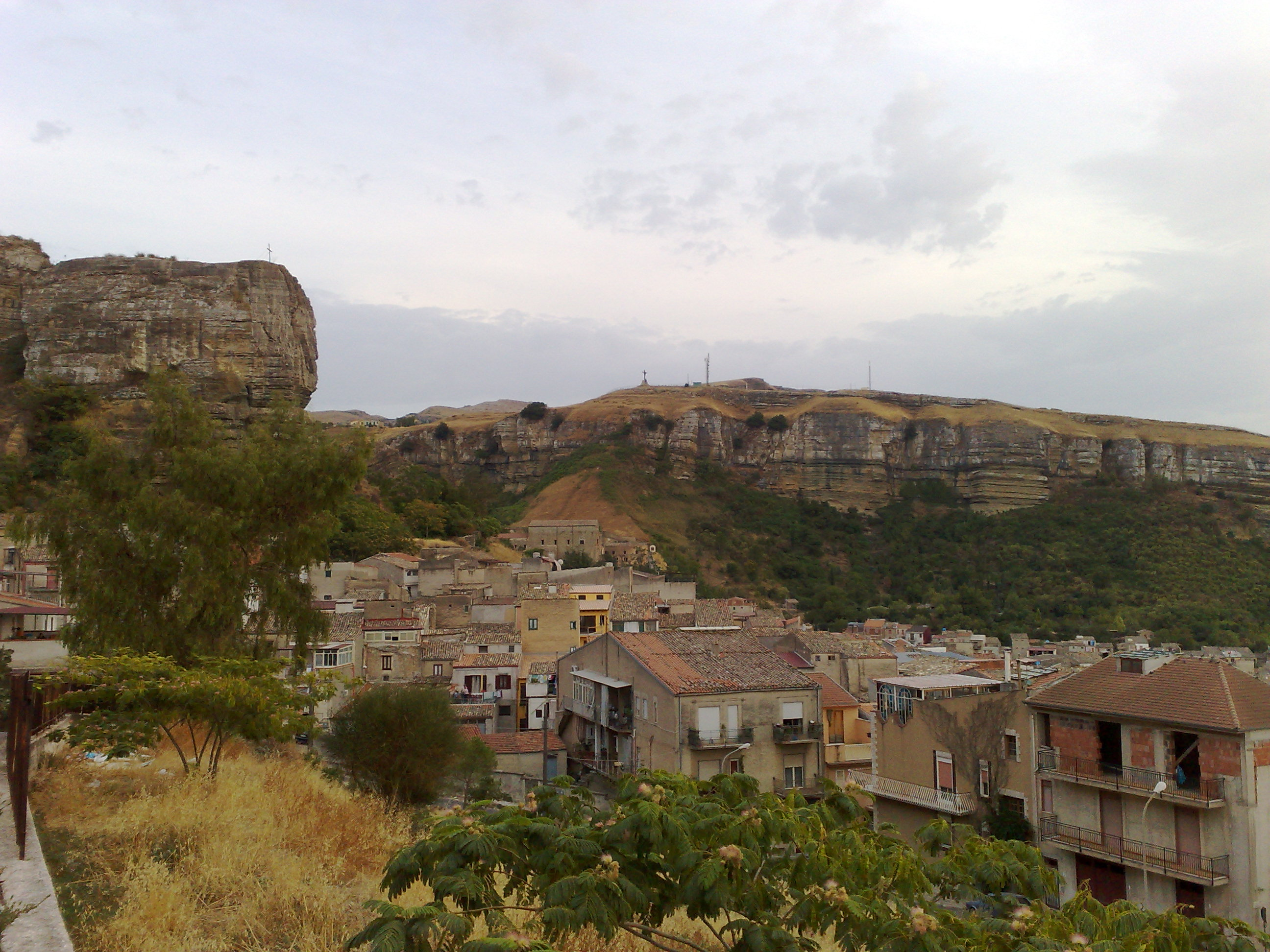
이탈리아 남부, 시칠리아 섬에 있는 실제 마을, 코를레오네의 풍경 사진.

소설《대부》와 영화《대부》에서 마이클은 초반에 일반적인 애국 시민이자 가족과 연인을 사랑하는 평범한 소시민의 모습으로 등장한다. 그러나 아버지가 피습당한 후부터 이러한 성격은 점차 변모하여 가족을 지키기 위해서라면 어떠한 죄도 마다 않는 잔혹한 이면을 나타내기 시작하며 영화《대부2》에 접어들어서는 자신의 조직을 위해 가족까지도 죽이는 철면피적 모습을 보인다. 결국 형 프레도를 죽이고 아내와 결별한 마이클은 혼자가 되어 그토록 지키고자 했던 가족과도 단절된다.
영화《대부3》에서는 마이클이 단절되었던 가족들과 다시 연결되고 그동안 자신이 저지른 죄를 회개하는 모습이 그려지기도 한다. 그러나 결국 암흑계와의 연을 완전히 끊지 못하면서 자신을 노린 암살 기도로 딸마저 잃고 또 다시 홀로 남겨져 고독한 최후를 맞는다.

## 같이 보기
- 대부
- 대부2
- 대부 (소설)
- 비토 코를레오네